# Casillas (Santa Rosa)
Casillas  – niewielka miejscowość na południowym wschodzie Gwatemali, w departamencie Santa Rosa. Według danych szacunkowych z 2012 roku liczba mieszkańców wynosiła 13 182 osób. 
Casillas leży około 33 km na północny wschód od stolicy departamentu – miasta Cuilapa, tuż przy granicy z departamentami Jalapa i Gwatemala. Miejscowość leży na wysokości 1093 metrów nad poziomem morza, w górach Sierra Madre de Chiapas, w odległości około 65 km od wybrzeża Pacyfiku. 

## Gmina Casillas
Miejscowość jest także siedzibą władz gminy o tej samej nazwie, która jest jedną z czternastu gmin w departamencie. W 2012 roku gmina liczyła 23 971 mieszkańców. Gmina jak na warunki Gwatemali jest średniej wielkości, a jej powierzchnia obejmuje 185 km². Na terenie gminy leży jezioro pochodzenia wulkanicznego Laguna de Ayarza oraz pokłady pumeksu. Mieszkańcy gminy utrzymują się głównie z rolnictwa i hodowli. W rolnictwie dominuje uprawa kukurydzy, fasoli, trzciny cukrowej i ziemniaków a w hodowli bydło i drób.